# 陽字號驅逐艦

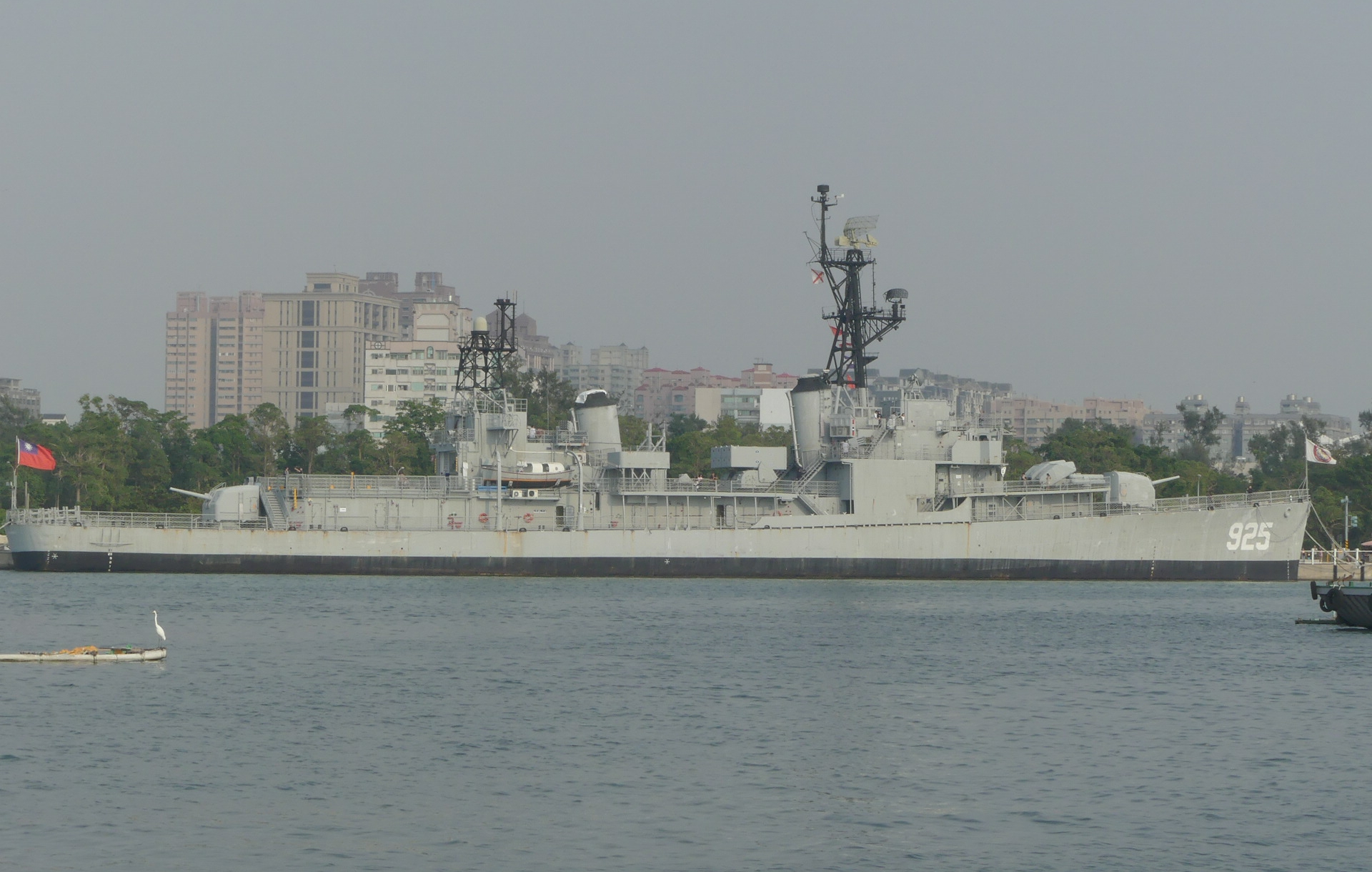
德陽號驅逐艦(DDG-925)

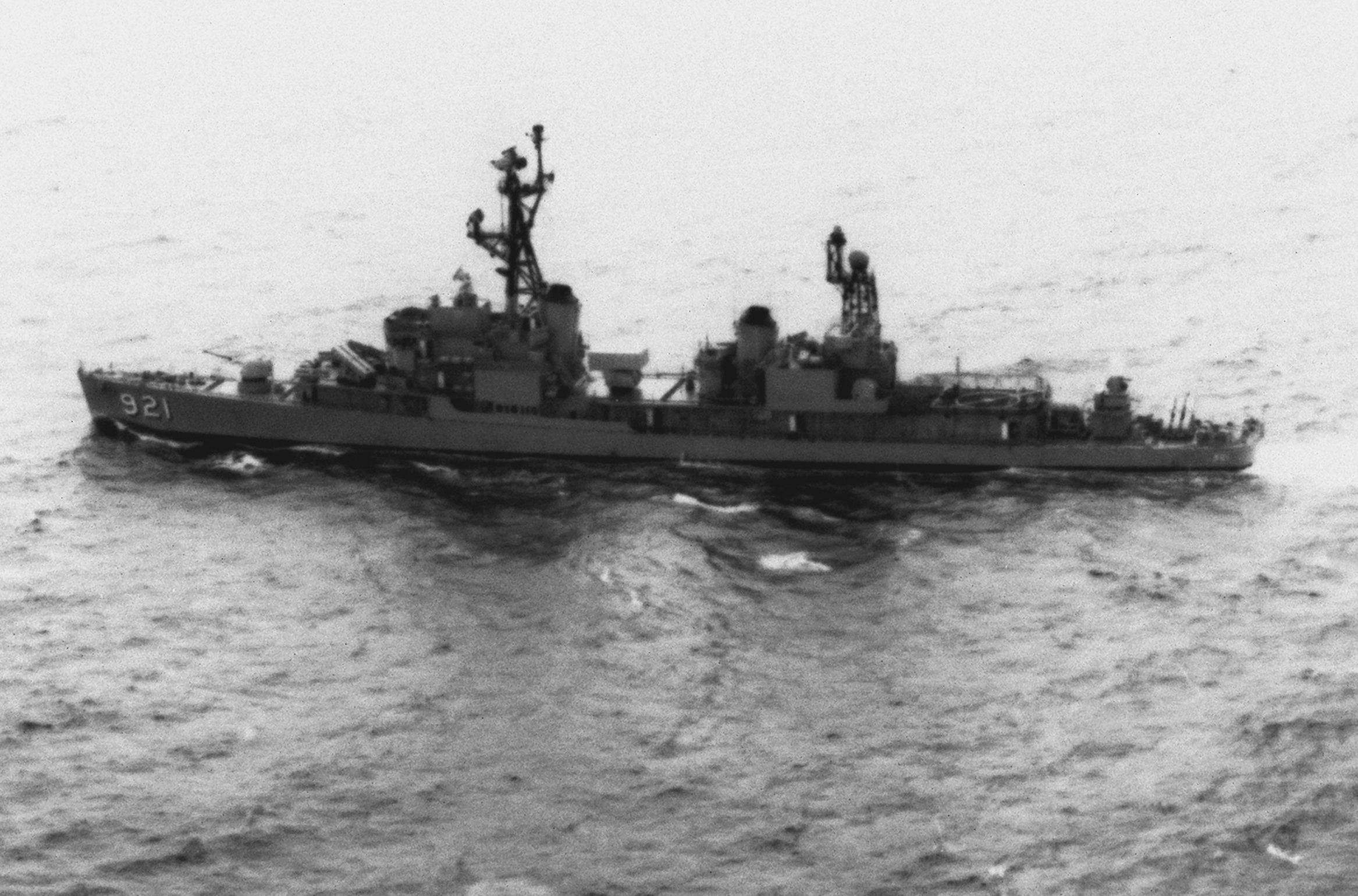
加裝武進三型作戰系統的中華民國海軍遼陽號驅逐艦(DDG-921)攝於1993年。

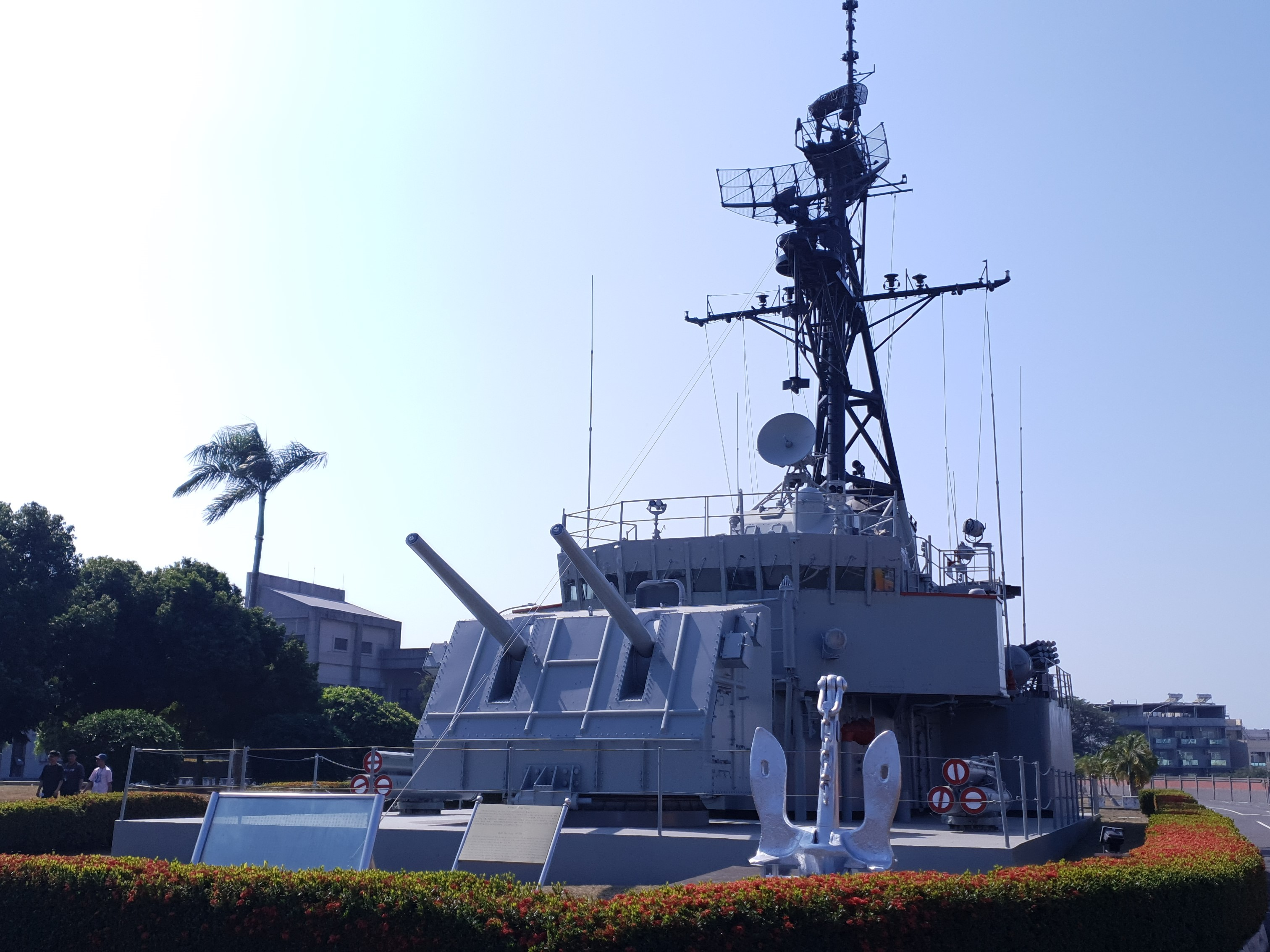
資陽號(DD-930)留存於左營海軍官校的上部結構包括艦長室、電信室、前煙囪、駕駛台（舵房）、戰情室及MK37系統各單元、主桅（含平面、對空雷達天線、各項航行燈號誌）與信號旗箱等裝備供學生實體教學使用。

陽字號驅逐艦是中華民國海軍於二次世界大戰之後取的驅逐艦的級別通稱，因為每艘驅逐艦的艦名當中都會有一個「陽」字。最早使用這種通稱的軍艦是來自於接收前日本帝國海軍的驅逐艦，於1948年10月18日，中華民國國防部修訂海軍艦艇命名原則，明訂驅逐艦以陽字縣名命名。1962年9月再次修頒海軍艦艇船舶命名原則，驅逐艦以中華民國尾字為陽之縣市命名。在此之後的驅逐艦都是來自於美國海軍在第二次世界大戰時期下水的各類驅逐艦，有些艦艇不僅僅參加過太平洋戰爭，甚至還有因戰事受損後修復。部分陽字號亦參加過韓國戰爭、越南戰爭。最後一艘二次大戰時期的陽字號飛彈驅逐艦瀋陽艦已於2005年11月26日舉辦除役典禮，其除役令正式生效日期實為2006年1月1日。

## 歷史
二次大戰後，中華民國海軍由於身處戰勝國，因此擁有分配軸心國戰利艦的權力；但是在客觀條件不足的情況下（海軍官兵不足、中國國內尚未建立近代艦艇維修及補給能力），同盟國僅提供驅逐艦等級的船隻給予中華民國抽籤。1947年起，中華民國海軍先後接收數艘日本戰利艦，這批日製驅逐艦在改名後艦名上皆有「陽」字，故稱「陽字號」。其實除了戰利艦外，英國還因賠償一部分二戰時英國耗損的中方資產，因此贈與給中華民國政府一艘輕巡洋艦（曙光女神號輕巡洋艦，後改稱為「重慶號巡洋艦」），在英國贈艦清單中除了提供比美國更大噸位的艦艇之外，也曾打算提供T型潛艇維持英國在中華民國海軍內部的地位，但由於第二次國共內戰中華民國國軍節節敗退，最後大半海軍包含重慶號在內皆叛逃。重慶號後來在葫蘆島被中華民國空軍所屬轟炸機炸沉。詳見：重慶號事件。在重慶號事件後，英國政府擔心繼續贈艦給一潰千里的中華民國最後無法回收利益，因此除了取消後續的贈艦計畫，也收回了扣押停泊在香港的靈甫號驅逐艦。
不過日製驅逐艦接收時已經解除武裝而且缺乏後勤料件支援，而當時任官於中華民國駐日代表團少校參謀，最後以海軍少將退役之鐘漢波回憶：在日本接收時檢查狀況良好的日償軍艦中，有3艘在自日本回中國的途中就發生輪機損壞漂流現象，後來回國由技工檢查後，研判在這段最後航途時，日本人員有刻意破壞輪機設備使軍艦無法可靠運作，包括油櫃、鍋爐、動力管線都有刻意灌入海水的狀況。因此大多數日製驅逐艦接收後無力再武裝戰備，大多在1950年代草草退役拆解或是轉為訓練艦。
日後為人所知的陽字號驅逐艦為1954年底中美共同防禦條約後，美國評估國府需求防衛戰力後採軍援方式贈送的二次大戰時期驅逐艦；以及1971年中共與美國交好後逐步撤出駐臺美軍，為了保持必須反潛戰力，以商售或是軍援提供越戰期間美軍退役的現代化二戰驅逐艦。在1970年代，中華民國以接近廢鐵價格（每艘價格約美金10萬元）自美國購買了大量的退役驅逐艦，並在美國各造船廠中以2～3艘拼裝成一艘可用軍艦的方式返國服役。這批自美國服役的37艘驅逐艦成為一支陣容壯大的陽字號艦隊。也是這批“陽字艦”扛起20世紀末期台灣海峽安全的重任。
瀋陽與德陽，及某艘基靈級艦，此3艘美國原欲出售給西班牙，遭拒絕後，才由中華民國購進，並以3艘併2艘的方式，修妥為瀋陽與德陽二艘艦返國服役。
USS Warrington (DD-843) 1972年7月16日該艦在越南執行作戰任務時遭遇水雷戰損，拖回蘇比克灣評估不維修後，於9月30日除役。1973年4月24日出售給中華民國做為備料。綏陽艦於1978年3月10日出售給中華民國，原欲做為備料艦，返台後檢視認為狀況良好，因此檢整後於 同年5月25日舉行命名暨升旗典禮服役。

### 1970年以後陽字號驅逐艦的現代化更新
國軍在中美斷交後採購到的陽字號雖然是美軍退役船艦，但這批軍艦會在1970年代退役是因為她們在1950-1960年代先後接受艦隊復原及現代化工程（FRAM）升級，經過美軍延壽在1970年代的驅逐艦中仍具備較完整的單艦反潛能力，但這批陽字號終究是採多艘拼裝的方式維持可稼動狀況，每艘軍艦從雷達到武裝甚至是輪機型號都有些許差異，對於後勤整備造成困擾不說，也導致艦隊整體妥善率偏低；再說美軍讓這批軍艦現代化的理由是為了抗衡蘇聯海軍數百艘的潛艦，因此需要保持量的優勢，在性能改良目標上也是以強化反潛為主，除少數以雷達哨戒艦改良的艦型使用性能較好的雷達外，多數陽字號在防空與反艦機能部分仍是以二戰的MK37射控系統為主體，使用艦砲接戰，頂多加裝了早期的電子偵查與干擾裝置，整體技術水準只略好過二戰時代一些。
當時中華民國海軍評估後，認為這批陽字號艦體壽命還可以服役15到20年，因此由海軍總部內的「光武小組」推動「驅逐艦武器系統革新專案研究報告」。報告中除了詳盡整理現有陽字號艦隊的武裝與偵蒐系統狀況外，也提出統一艦隊偵蒐系統及安裝自動化戰鬥系統的建議；後來的武進與復陽計畫都是從這個研究報告進而衍生出去的改良方針作為。

#### 復陽計畫
陽字級驅逐艦服役至1979年時，服役時間達30餘年，艦體鋼板與輪機部件已呈老化，在無法立即獲得新式船艦替換下，為延長服役壽命10至15年，決意進行復陽計劃。

於1979年8月起，以8個會計年度共為18艘陽字級艦延壽，每艘配合大修或戰鬥系統更新工程並行實施。分別為洛陽、漢陽、南陽、安陽、慶陽、富陽、貴陽、遼陽、
昆陽、岳陽、華陽、衡陽、惠陽、綏陽、萊陽、建陽、當陽、雲陽。全案實際至1986年底止。
原本1987年預定為開陽進行工程，執行前夕奉參謀本部令停止。

#### 武進計畫
針對陽字號老舊艦艇進行的昇級套件專案，目的為改裝成飛彈驅逐艦，以獲得現代化戰力。
- 37作戰系統
- 精裝作戰系統
- 武進一型作戰系統
- 武進二型作戰系統
- 武進三型作戰系統

## 陽字號驅逐艦各艦列表

### 接收自日本的陽字號
|        |      | 日本帝國海軍時期 | 日本帝國海軍時期 | 日本帝國海軍時期 | 日本帝國海軍時期 | 日本帝國海軍時期 | 中華民國時期 | 中華民國時期  | 中華民國時期                                               |
| 舷號   | 艦名 | 級別             | 艦名             | 動工日期         | 下水日期         | 成軍日期         | 移交日期     | 除役/除籍日期 | 備註                                                       |
| ------ | ---- | ---------------- | ---------------- | ---------------- | ---------------- | ---------------- | ------------ | ------------- | ---------------------------------------------------------- |
| DD-12  | 丹陽 | 陽炎型           | 雪風             | 1938/08/02       | 1939/03/24       | 1940/01/20       | 1947/07/03   | 1966/11/16    | 此艦曾於太平洋戰爭中參與多次戰役                           |
| DD-15  | 信陽 | 改松型           | 初梅             | 1944/12/08       | 1945/04/25       | 1945/06/18       | 1947/07/03   | 1961/12/01    | 後改為巡防艦等級(PF-82)                                    |
| 未編號 | 華陽 | 改松型           | 蔦               | 1944/07/31       | 1944/11/02       | 1945/02/08       | 1947/07/03   | 1950          | 未服役，當訓練艦使用，除籍拆解後部份零件轉於信陽艦修復用。 |
| 未編號 | 瀋陽 | 峰風型           | 波風             | 1921/11/07       | 1922/06/24       | 1922/11/11       | 1947/10/03   | 1960          | 未服役，當訓練艦使用。                                     |
| 未編號 | 汾陽 | 秋月型           | 宵月             | 1943/08/25       | 1944/09/25       | 1945/01/31       | 1947/08/30   | 1963          | 未服役，當訓練艦使用。                                     |
| 未編號 | 衡陽 | 松型             | 楓               | 1944/03/04       | 1944/07/25       | 1944/10/30       | 1947/07/06   | 1954/11/11    | 未服役，當訓練艦使用。                                     |
| 未編號 | 惠陽 | 松型             | 杉               | 1944/02/01       | 1944/07/03       | 1944/08/25       | 1947/07/06   | 1954/11/11    | 1949/5淡水擱淺報廢。                                       |

信陽由於是戰爭末期建造，當時原物料缺乏，造艦工藝與品質頗差，是以一般鋼板建造，故接收後艦況不佳服役時間僅13年。不過信陽頗為善戰，1951年1月20日於馬祖四姆嶼擊傷共軍砲艇三艘；1954年8月於左營海軍造船廠換裝美式主砲副砲,通信無線電,收發報機,對空平面雷達, 測深儀, 聲納及戰情中心皆由日式換為美式裝備.一直到1955年4月初才完成升級出廠並改為巡防艦等級。1957年2月5日於馬祖烏豬港重創共軍船艦一艘，兩日後於定海灣龍牙石擊沉共軍砲艇一艘重創三艘，同年10月9日於馬祖平嶼海域擊傷中共船艇三艘，三日後於馬祖半泮嶼擊沉共軍砲艇二艘，10月25日又於定海灣重創共軍砲艇二艘，11月5日在海壇島逍遙灣擊沉中共船艇六艘岸上陣地一處；1958年參與823砲戰的支援運補護航任務。

### 首批美國援助的陽字號
- 14洛陽--原美國海軍班森級驅逐艦(Benson級)"William S. Benson"號。
- 15漢陽--原美國海軍班森級驅逐艦(Benson級)""Hilary P. Jones（英语：USS Hilary P. Jones (DD-427)）"號。與洛陽同在1954年2月26日在美國查爾斯敦海軍基地接艦，經維修與接艦訓練後，於8月8日返抵左營軍港，9月1日成軍典禮，命名為漢陽。漢陽在服役過程表現優異，參與各項演訓屢獲第一，經常擔任總統座艦與高階長官專送任務，是一艘具精實戰力的中華民國海軍主力軍艦。只是服役後期裝備老舊保修不易，無法高速航行，才決定於1975年1月5日降旗除役。[11]
- 16咸陽--原美國海軍格里維斯級驅逐艦(Gleaves級驅逐艦)"Rodman（英语：USS Rodman (DD-456)）"號。於1955年7月28日在美國查爾斯敦海軍基地接艦，經近半年的維修與接艦訓練後，於年底啟程返國。但在1956年1月14日於巴拿馬Balboa港與哥倫比亞軍艦碰撞，艦尾受損，因此延遲至3月1日才抵達左營。同年9月25日在桃園白沙岬操演時與另艘艦艇相撞。於1970年5月18日在馬祖海域演習觸礁，拖返澎湖維修，評估無法服勤，於1971年12月1日移交給兵器學校擔任訓練艦，1972年12月1日除役。後於1970年代中支援拍攝電影海軍突擊隊與筧橋英烈傳之出雲艦角色，爆破後拆解出售。咸陽稱得上多災多難，由於屢次撞船，因此在中華民國海軍內有公羊的外號。[12]
- 16咸陽（II）--原美國海軍格里維斯級驅逐艦(Gleaves級驅逐艦)"Macomb（英语：USS Macomb (DD-458)）"號。1954年租借給日本海上自衛隊為DD182，1969年歸還，旋即次年移交給中華民國，1971年2月26日啟封，接替觸礁的一代咸陽，但服役時間很短，於1974年轉為泊港訓練艦編號1016。本艦B砲位的五吋砲在海自時代已經拆除，這是外觀上最大的不同。[13]
- 17南陽--原美國海軍格里維斯級驅逐艦(Gleaves級驅逐艦)"Plunkett（英语：USS Plunkett (DD-431)）"號。1959年2月16日於查爾斯敦海軍基地接收，並立即成軍返國。1960年9月24日單艦前往澳洲墨爾本參加澳洲政府擴大慶祝柯克船長發現澳洲東岸兩百周年慶典，航行12,000浬。本艦接收時即配備MK32攻潛魚雷，是中華民國海軍首艘配備此種武器的軍艦。1973年4月30日降旗除役。[14]

### 1967年開始接收的陽字號
| 901 | 襄陽 | 亞倫桑納級                  | DD 745 | Brush               | 1943/07/30 | 1943/12/28 | 1944/04/17 | 1970/04/25 | 1984/09/01 | 37系統   | 艦體拆解報廢                                                                                 |
| 902 | 衡陽 | 亞倫桑納級                  | DD 747 | Samuel N. Moore     | 1943/09/30 | 1944/02/23 | 1944/06/24 | 1970/04/25 | 1994/04/01 | 精裝艦   | 靶船、沉沒於宜蘭外海                                                                         |
| 903 | 華陽 | 亞倫桑納級                  | DD 857 | Bristol             | 1944/05/05 | 1944/10/09 | 1945/03/17 | 1970/04/07 | 1994/12/01 | 精裝艦   | 艦體拆解報廢                                                                                 |
| 905 | 岳陽 | 亞倫桑納級                  | DD 700 | Haynsworth          | 1943/12/16 | 1944/04/15 | 1944/06/22 | 1970/10/06 | 1999/01/16 | 精裝艦   | 人工魚礁、於花蓮外海                                                                         |
| 906 | 惠陽 | 亞倫桑納級                  | DD 696 | English             | 1943/10/19 | 1944/02/27 | 1944/05/04 | 1971/02/14 | 1999/08/16 | 武進一型 | 靶船、沉沒於花蓮外海                                                                         |
| 907 | 富陽 | 基靈級 雷達哨戒艦DDR FRAMII |        | Ernest G.Small      | 1945/01/30 | 1945/06/14 | 1945/08/21 | 1971/07/01 | 1999/12/16 | 武進一型 | 靶船、沉沒於屏東外海                                                                         |
| 908 | 貴陽 | 福萊契級                    | DD 540 | Twining             | 1942/11/20 | 1943/07/11 | 1943/12/01 | 1971/12/02 | 1999/07/16 | 武進一型 | 靶船、沉沒於宜蘭外海                                                                         |
| 909 | 慶陽 | 福萊契級                    |        | Mullany             | 1942/01/16 | 1942/10/10 | 1943/04/23 | 1971/10/06 | 1999/07/16 | 武進一型 | 人工魚礁、於貢寮外海；海錨，俥葉及後桅杆保留在麻豆軍史公園(池王府前)                         |
| 910 | 鄱陽 | 亞倫桑納級                  | DD 731 | Maddox              | 1943/10/28 | 1944/03/19 | 1944/06/02 | 1972/07/06 | 1984/06/30 | 37系統   | 艦體拆解報廢。本艦同時就是北部灣事件當中的驅逐艦Maddox號                                     |
| 911 | 當陽 | 基靈級 反潛哨戒艦DDE FRAMII | DD 764 | Lloyd Thomas        | 1944/03/26 | 1945/10/05 | 1947/03/21 | 1972/10/12 | 1999/03/16 | 武進二型 | 人工魚礁、於宜蘭外海                                                                         |
| 912 | 建陽 | 基靈級 FRAMI                | DD 787 | James E. Kyes       | 1944/12/27 | 1945/08/04 | 1946/02/08 | 1973/04/18 | 2004/12/1  | 武進三型 | 原預定轉移給台中展示，在當地政府無意願下於2013年11月出售拆解。                               |
| 914 | 洛陽 | 亞倫桑納級 FRAMII           | DD 746 | Taussig             | 1943/08/30 | 1944/01/25 | 1944/05/20 | 1975/05/26 | 2000/02/15 | 武進一型 | 原預定轉移至基隆展示，在當地政府無意願下於2013年11月出售拆解；艦首現存於台北海軍司令部展示。 |
| 915 | 漢陽 | 基靈級 FRAMI                | DD 833 | Herbert J. Thomas   | 1944/10/30 | 1945/03/25 | 1945/05/29 | 1975/03/17 | 1999/08/16 | 武進二型 | 人工魚礁、於苗栗外海                                                                         |
| 917 | 南陽 | 亞倫桑納級 FRAMII           | DD 760 | John W. Thomason    | 1943/11/21 | 1944/09/30 | 1945/10/11 | 1975/06/23 | 2000/01/16 | 武進一型 | 靶船、沉沒於花蓮外海                                                                         |
| 918 | 安陽 | 福萊契級                    | DD 521 | Kimberly            | 1942/07/27 | 1943/02/04 | 1943/05/22 | 1967/06/02 | 1999/09/16 | 武進一型 | 靶船、沉沒於屏東外海                                                                         |
| 919 | 昆陽 | 福萊契級                    | DD 541 | Yarnall             | 1942/12/06 | 1943/07/25 | 1943/12/30 | 1968/10/07 | 1999/10/16 | 武進一型 | 靶船、沉沒於宜蘭外海                                                                         |
| 920 | 萊陽 | 基靈級 FRAMI                | DD 790 | Shelton             | 1945/05/31 | 1946/03/08 | 1946/06/21 | 1973/04/18 | 1999/03/16 | 武進二型 | 人工魚礁、於澎湖外海                                                                         |
| 921 | 遼陽 | 基靈級 FRAMI                | DD 832 | Hanson              | 1944/10/07 | 1945/03/11 | 1945/05/11 | 1973/04/18 | 2004/06/01 | 武進三型 | 人工魚礁                                                                                     |
| 923 | 瀋陽 | 基靈級 FRAMI                | DD 839 | Power               | 1945/02/26 | 1945/06/30 | 1945/09/13 | 1977/10/01 | 2006/01/01 | 武進三型 | 原預定轉移至高雄展示，在當地政府無意願後於2013年11月出售拆解。                               |
| 924 | 開陽 | 基靈級 FRAMI                | DD 786 | Richard B. Anderson | 1944/12/01 | 1945/07/07 | 1945/10/26 | 1977/08/31 | 1999/11/16 | 武進二型 | 人工魚礁；桅杆及雄風一型飛彈發射箱現存於台北海軍司令部展示。                                 |
| 925 | 德陽 | 基靈級 FRAMI                |        | Sarsfield           | 1945/01/15 | 1945/05/27 | 1945/07/31 | 1977/10/01 | 2005/04/01 | 武進三型 | 停泊安平港展示                                                                               |
| 926 | 綏陽 | 基靈級 FRAMI                | DD 852 | Leonard F. Mason    | 1945/05/02 | 1946/01/04 | 1946/06/28 | 1978/05/25 | 2000/03/16 | 武進一型 | 1998年曾發生鍋爐爆炸導致七名士兵死亡，後成為人工魚礁、於臺東外海                             |
| 927 | 雲陽 | 基靈級 FRAMI                | DD 718 | Hamner              | 1945/04/25 | 1945/11/24 | 1946/07/12 | 1981/04/15 | 2003/12/16 | 武進三型 | 靶船、沉沒於高雄外海                                                                         |
| 928 | 正陽 | 基靈級 FRAMI                | DD 821 | Johnston            | 1945/06/05 | 1945/10/19 | 1946/08/23 | 1981/07/17 | 2003/12/16 | 武進三型 | 靶船、沉沒於花蓮外海                                                                         |
| 929 | 邵陽 | 基靈級 FRAMI                | DD 788 | Hollister           | 1945/01/18 | 1945/10/09 | 1946/03/29 | 1983/07/09 | 2004/06/01 | 武進三型 | 人工魚礁                                                                                     |
| 930 | 資陽 | 基靈級 FRAMI                | DD 873 | Hawkins             | 1944/05/14 | 1944/10/07 | 1945/02/10 | 1983/07/09 | 1998/10/16 | 37系統   | 拆解，艦橋部.B炮位現存於左營海軍官校作為教具之用                                             |

### 因故未服役的陽字號
| 預定編號 | 預定艦名 | 原艦國籍 | 原艦級別 | 原艦舷號 | 原艦艦名 | 未能服役原因               |
| 916      | 朝陽艦   | 美国     | 基靈級   | DD 782   | Rowan    | 拖回台灣途中，遭遇颱風擱淺 |

1977年6月1日由美國移交予臺灣，8月22日拖帶至高雄外海遇愛美颱風斷纜，擱淺於屏東枋寮海邊，評估無法修復就地拆解做為其它軍艦備料，岳陽艦3號鍋爐即為移植此艦同號鍋爐。
本艦接艦前有建議改名，以免遭殃（「朝陽」之諧音）但未獲同意。另外DD16舷號皆多災多難，之後海軍不再使用此舷號。

## 電子遊戲
- 2016年1月20日，白俄羅斯遊戲公司 戰遊網 旗下遊戲《戰艦世界》推出 中華民國海軍洛陽艦（DD-14），亦是中華民國遷台後海軍軍艦首次出現在遊戲中。後於泛亞科技樹推出瀋陽（峰風型），咸陽（DD-16），及岳陽（905原美國海軍舷號DD-700）以及未服役的汾陽（秋月型）四艘驅逐艦。

- 2019年3月18日，中国游戏公司幻萌网络旗下手机游戏战舰少女4.3.0版本更新后，推出“丹阳”号驱逐舰（由雪风改造而来），这是该游戏中首次出现迁台后中华民国海军的军舰。

## 外部連結
- 中國軍艦博物館
- 海軍歷史文物數位典藏 陽字型驅逐艦數位典藏計畫 （页面存档备份，存于）
- 《陽炎少女－丹陽》數位典藏與數位學習計畫 （页面存档备份，存于）